# Malafretaz
Malafretaz är en kommun i departementet Ain i regionen Auvergne-Rhône-Alpes i östra Frankrike. Kommunen ligger  i kantonen Montrevel-en-Bresse som ligger i arrondissementet Bourg-en-Bresse. Kommunens areal är 9,19 km². År 2022 hade Malafretaz 1 235 invånare.

## Befolkningsutveckling
Antalet invånare i kommunen Malafretaz
Referens: INSEE